# Faverney
Faverney és un municipi francès situat al departament de l'Alt Saona i a la regió de Borgonya - Franc Comtat. L'any 2007 tenia 1.046 habitants.

## Demografia

### Població
El 2007 la població de fet de Faverney era de 1.046 persones. Hi havia 422 famílies, de les quals 124 eren unipersonals (48 homes vivint sols i 76 dones vivint soles), 131 parelles sense fills, 151 parelles amb fills i 16 famílies monoparentals amb fills.
La població ha evolucionat segons el següent gràfic:
Habitants censats

### Habitatges
El 2007 hi havia 552 habitatges, 441 eren l'habitatge principal de la família, 24 eren segones residències i 87 estaven desocupats. 438 eren cases i 113 eren apartaments. Dels 441 habitatges principals, 304 estaven ocupats pels seus propietaris, 114 estaven llogats i ocupats pels llogaters i 22 estaven cedits a títol gratuït; 4 tenien una cambra, 28 en tenien dues, 60 en tenien tres, 104 en tenien quatre i 245 en tenien cinc o més. 271 habitatges disposaven pel capbaix d'una plaça de pàrquing. A 199 habitatges hi havia un automòbil i a 171 n'hi havia dos o més.

### Piràmide de població
La piràmide de població per edats i sexe el 2009 era:
| Homes | Edats   | Dones |
| ----- | ------- | ----- |
| 0     | 95 o +  | 0     |
| 0     | 90 a 94 | 0     |
| 8     | 85 a 89 | 8     |
| 12    | 80 a 84 | 20    |
| 20    | 75 a 79 | 28    |
| 24    | 70 a 74 | 32    |
| 16    | 65 a 69 | 16    |
| 8     | 60 a 64 | 20    |
| 36    | 55 a 59 | 12    |
| 48    | 50 a 54 | 16    |
| 44    | 45 a 49 | 44    |
| 44    | 40 a 44 | 24    |
| 32    | 35 a 39 | 36    |
| 8     | 30 a 34 | 24    |
| 40    | 25 a 29 | 40    |
| 36    | 20 a 24 | 44    |
| 65    | 15 a 19 | 40    |
| 45    | 10 a 14 | 28    |
| 20    | 5 a 9   | 21    |
| 24    | 0 a 4   | 8     |

## Economia
El 2007 la població en edat de treballar era de 684 persones, 498 eren actives i 186 eren inactives. De les 498 persones actives 438 estaven ocupades (242 homes i 196 dones) i 60 estaven aturades (28 homes i 32 dones). De les 186 persones inactives 57 estaven jubilades, 70 estaven estudiant i 59 estaven classificades com a «altres inactius».

### Ingressos
El 2009 a Faverney hi havia 432 unitats fiscals que integraven 1.012,5 persones, la mediana anual d'ingressos fiscals per persona era de 17.204 €.

### Activitats econòmiques
Dels 64 establiments que hi havia el 2007, 2 eren d'empreses extractives, 3 d'empreses alimentàries, 2 d'empreses de fabricació de material elèctric, 1 d'una empresa de fabricació d'altres productes industrials, 7 d'empreses de construcció, 16 d'empreses de comerç i reparació d'automòbils, 4 d'empreses de transport, 4 d'empreses d'hostatgeria i restauració, 1 d'una empresa d'informació i comunicació, 7 d'empreses financeres, 3 d'empreses immobiliàries, 4 d'empreses de serveis, 6 d'entitats de l'administració pública i 4 d'empreses classificades com a «altres activitats de serveis».
Dels 25 establiments de servei als particulars que hi havia el 2009, 1 era una gendarmeria, 1 oficina de correu, 1 una oficina bancària, 3 tallers de reparació d'automòbils i de material agrícola, 1 autoescola, 1 paleta, 4 guixaires pintors, 1 fusteria, 1 lampisteria, 3 perruqueries, 2 veterinaris, 4 restaurants i 2 agències immobiliàries.
Dels 8 establiments comercials que hi havia el 2009, 1 era un hipermercat, 3 fleques, 1 una peixateria, 1 una botiga de roba, 1 una sabateria i 1 una joieria.
L'any 2000 a Faverney hi havia 7 explotacions agrícoles que ocupaven un total de 148 hectàrees.

## Equipaments sanitaris i escolars
El 2009 hi havia 1 centre de salut i 1 farmàcia.
El 2009 hi havia una escola elemental. Faverney disposava d'un col·legi d'educació secundària amb 261 alumnes.

## Poblacions més properes
El següent diagrama mostra les poblacions més properes.